# Amadeus Band
Amadeus Band ist eine serbische Rock- und Pop-Band. Die Band wurde 1997 in Leskovac gegründet. Zu ihren erfolgreichsten Liedern gehören Lažu Te, Ljubav i hemija, Overen und Nije svejedno. 

## Diskografie

### Alben
- 2002: Kupi me
- 2003: Takve kao mi
- 2005: 100 %
- 2007: Večeras
- 2009: Ljubav i hemija
- 2011: Nije svejedno
- 2015: Krv i navike
- 2018: Budi svoja

### Singles (Auswahl)
- 2002: Kupi me
- 2005: Lažu Te
- 2005: 100 %
- 2011: Nije Svejedno